# باز أشهب
الباز الأشهب (الاسم العلمي: Accipiter novaehollandiae) هو أحد أنواع الطيور الجارحة وينتمي إلى الفصيلة البازية. يعيش هذا الطائر على طول السواحل الشمالية والشرقية لأستراليا.